# Campeonato Pan-Americano
Um Campeonato Pan-Americano é uma competição esportiva internacional de alto nível entre atletas ou equipes esportivas que representam seus respectivos países ou clubes esportivos profissionais nas Américas. Normalmente esses campeonatos são recorrentes, sendo os formatos mais comuns anual, bienal e quadrienal. Os Jogos Pan-Americanos são a competição esportiva de mais alto nível da região. É comum que haja órgãos dirigentes específicos para cada esporte para organizar essas competições regionais, como a Confederação Panamericana de Futebol.

## Principais torneios
| Esporte                   | Nome | Continentes/Nações                                              | Primeira edição |
| ------------------------- | --- | --------------------------------------------------------------- | --------------- |
| Tiro com arco             | Campeonato Pan-Americano de Tiro com Arco                                                                         | Américas                                                        | 1972            |
| Natação artística         | Campeonato Pan-Americano de Natação Artística                                                                     | Américas                                                        | 2010            |
| Atletismo                 | Copa Pan-Americana de Marcha Atlética Copa Pan-Americana de Provas Combinadas Copa Pan-Americana de Cross Country | Américas                                                        | 1984 2005 2015  |
| Badminton                 | Campeonato Pan-Americano de Badminton                                                                             | Américas                                                        | 1977            |
| Basquetebol               | FIBA Américas | Américas                                                        | 1980            |
| Handebol de praia         | Campeonato Pan-Americano de Handebol de Praia                                                                     | Américas                                                        | 1998            |
| Jiu-jítsu brasileiro      | Campeonato Pan-Americano de Jiu-Jitsu Pan de Jiu-Jitsu Sem Kimono                                                 | Américas                                                        | 1996 2007       |
| Xadrez                    | Campeonato Pan-Americano de Xadrez                                                                                | Américas                                                        | 1945            |
| Cricket                   | ICC Americas Championship                                                                                         | Américas                                                        | 2000            |
| Ciclismo, estrada e pista | Campeonato Pan-Americano de Ciclismo em Estrada Campeonato Pan-Americano de Ciclismo em Pista                     | Américas                                                        | 1974            |
| Esgrima                   | Campeonato Pan-Americano de Esgrima                                                                               | Américas                                                        | 2006            |
| Hóquei em campo           | Copa Pan-Americana de Hóquei sobre a grama                                                                        | Américas                                                        | 2000 2001       |
| Futebol                   | Copa Ouro da CONCACAF Copa América Campeonato Pan-Americano de Futebol                                            | América do Norte-América Central-Caribe América do Sul Américas | 1991 1975 1952  |
| Ginástica                 | Campeonato Pan-Americano de Ginástica                                                                             | Américas                                                        | 1997            |
| Handebol                  | Campeonato Pan-Americano de Handebol Masculino Campeonato Pan-Americano de Handebol Feminino                      | Américas                                                        | 1979 1986       |
| Hóquei no gelo            | Torneio Pan-Americano de Hóquei no Gelo                                                                           | Américas                                                        | 2014            |
| Hóquei de sala            | Copa Pan-Americana de Hóquei de Sala                                                                              | Américas                                                        | 2002            |
| Judô                      | Campeonato Pan-Americano de Judô                                                                                  | Américas                                                        | 1952            |
| Corfebol                  | Campeonato Pan-Americano de Corfebol                                                                              | Américas                                                        | 2014            |
| Raquetebol                | Campeonato Pan-Americano de Raquetebol                                                                            | Américas                                                        | 1987            |
| Hóquei em patins          | Campeonato Americano de Hóquei em Patins                                                                          | Américas                                                        | 2007            |
| Rúgbi                     | Campeonato Pan-Americano de Rugby Campeonato de Rugby das Américas (6 melhores times do rugby union)              | Américas                                                        | 1995 2009       |
| Squash                    | Campeonato Pan-Americano de Squash                                                                                | Américas                                                        | 2002            |
| Taekwondo                 | Campeonato Pan-Americano de Taekwondo                                                                             | Américas                                                        | 1978            |
| Voleibol                  | Copa América de Voleibol Copa Pan-Americana de Voleibol Feminino Copa Pan-Americana de Voleibol Masculino         | Américas                                                        | 1998 2002 2006  |
| Polo aquático             | Copa UANA de Pólo Aquático                                                                                        | Américas                                                        | 2006            |
| Halterofilismo            | Campeonato Pan-Americano de Halterofilismo                                                                        | Américas                                                        | 1982            |
| Rugby em cadeira de rodas | IWRF Americas Championship                                                                                        | Américas                                                        | 2009            |
| Luta                      | Campeonato Pan-Americano de Wrestling                                                                             | Américas                                                        | 1984            |